# Prowincja Nongbua Lamphu
Nongbua Lamphu (taj. หนองบัวลำภู, również Nong Bua Lamphu) – jedna z prowincji (changwat) Tajlandii. Sąsiaduje z prowincjami Udon Thani, Khon Kaen i Loei.